# Brayan Perea
Brayan Andrés Perea Vargas (ur. 25 lutego 1993 w Cali) – kolumbijski piłkarz występujący na pozycji napastnika w S.S. Lazio.